# 天老王
天老王（てんろうおう、または孝、? - 紀元前634年）は、第21代箕子朝鮮王。王在位期間は、紀元前658年 - 紀元前634年。諡は天老王。諱は孝。王位は修道王（立）が継承。